# Ольговское
Ольговское (укр. Ольгівське) — село,
Полтавский сельский совет,
Гуляйпольский район,
Запорожская область,
Украина.
Код КОАТУУ — 2321885502. Население по переписи 2001 года составляло 102 человека.

## Географическое положение
Село Ольговское находится на берегу реки Солёная, которая через 4 км впадает в реку Янчур,
выше по течению на расстоянии в 2,5 км расположено село Степовое.